# 秦柱
秦柱（1536年—1585年），字汝立，南直隸常州府無錫縣（今江蘇省無錫市）人，明朝政治人物。秦金之孫。
秦柱以諸生授中書舍人，大學士高拱得罪被貶，門生皆避匿，只有秦柱一人追送百里外。當時吳中行上疏反對張居正奪情，被施杖刑下詔獄。秦柱則帶醫生侍奉湯藥，於是得罪張居正，被貶魯府審理，之後恰逢考核被罷免。